# Nummis kyrkby

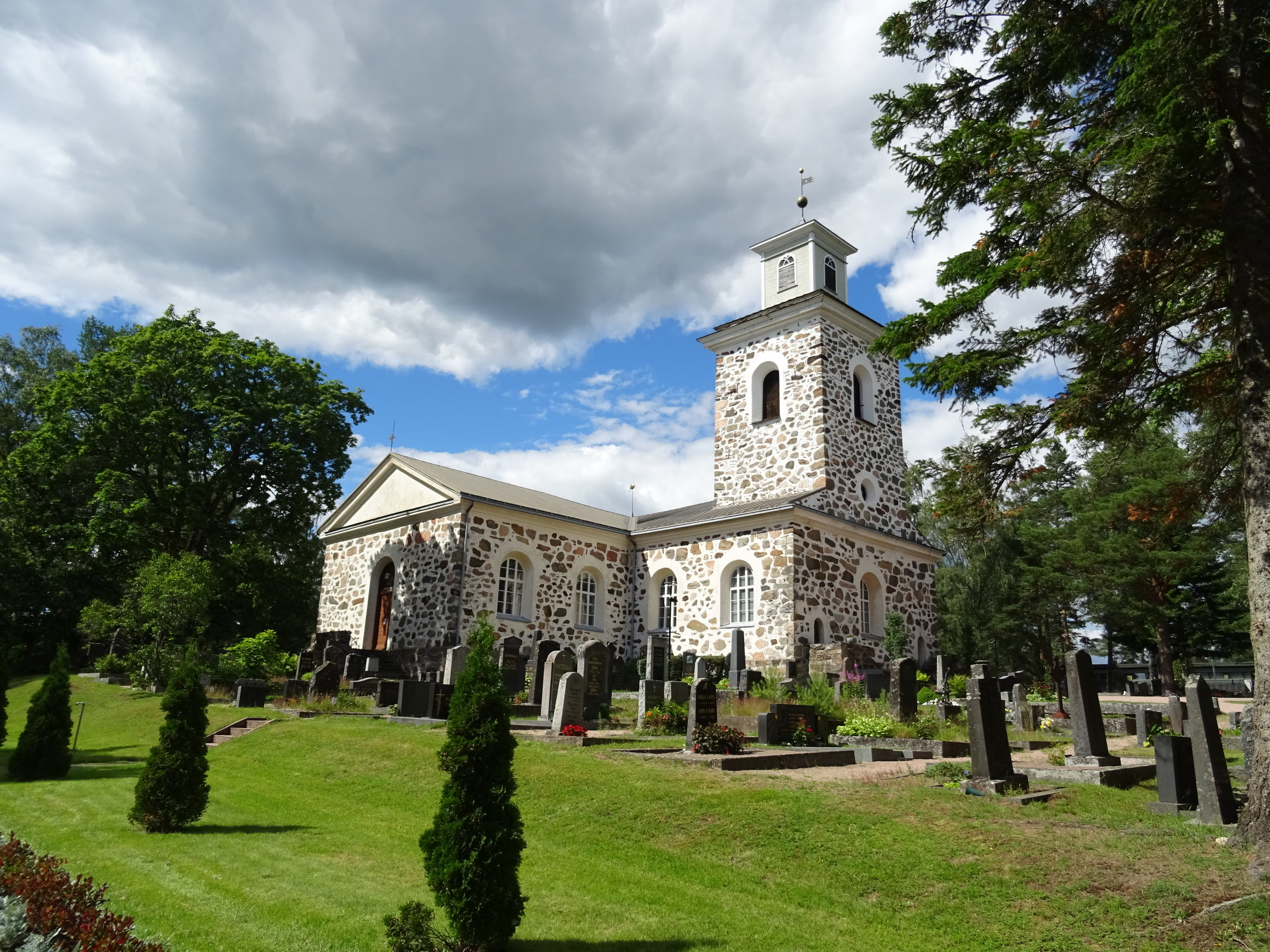
Nummi kyrka

Nummi kyrkby eller Nummis kyrkby (finska: Nummen kirkonkylä) är en tätort, och kyrkby, i Nummi i Lojo stad i det finländska landskapet Nyland. Fram till år 1981 var tätorten det administrativa centrumet i Nummi kommun. Genom kommunsammanslagningen detta år bildade Nummi och Pusula kommuner storkommunen Nummi-Pusula. Nummi-Pusula kommun uppgick i Lojo stad år 2013.
I Nummi kyrkby finns bland annat Nummi kyrka, Nummi församlingshus, det före detta Nummi kommunhus, ålderdomshemmet Niilonpirtti, Nummi hembygdsmuseum och Nummi folkets hus. Matbutiken Sale, som låg nära kyrkbyn i Oinola, flyttades till Saukkola våren 2022.
Områdets barn går till skolan i Oinola skolcentrum. I centrumet fanns även Nummi gymnasium, som stängdes permanent år 2018.

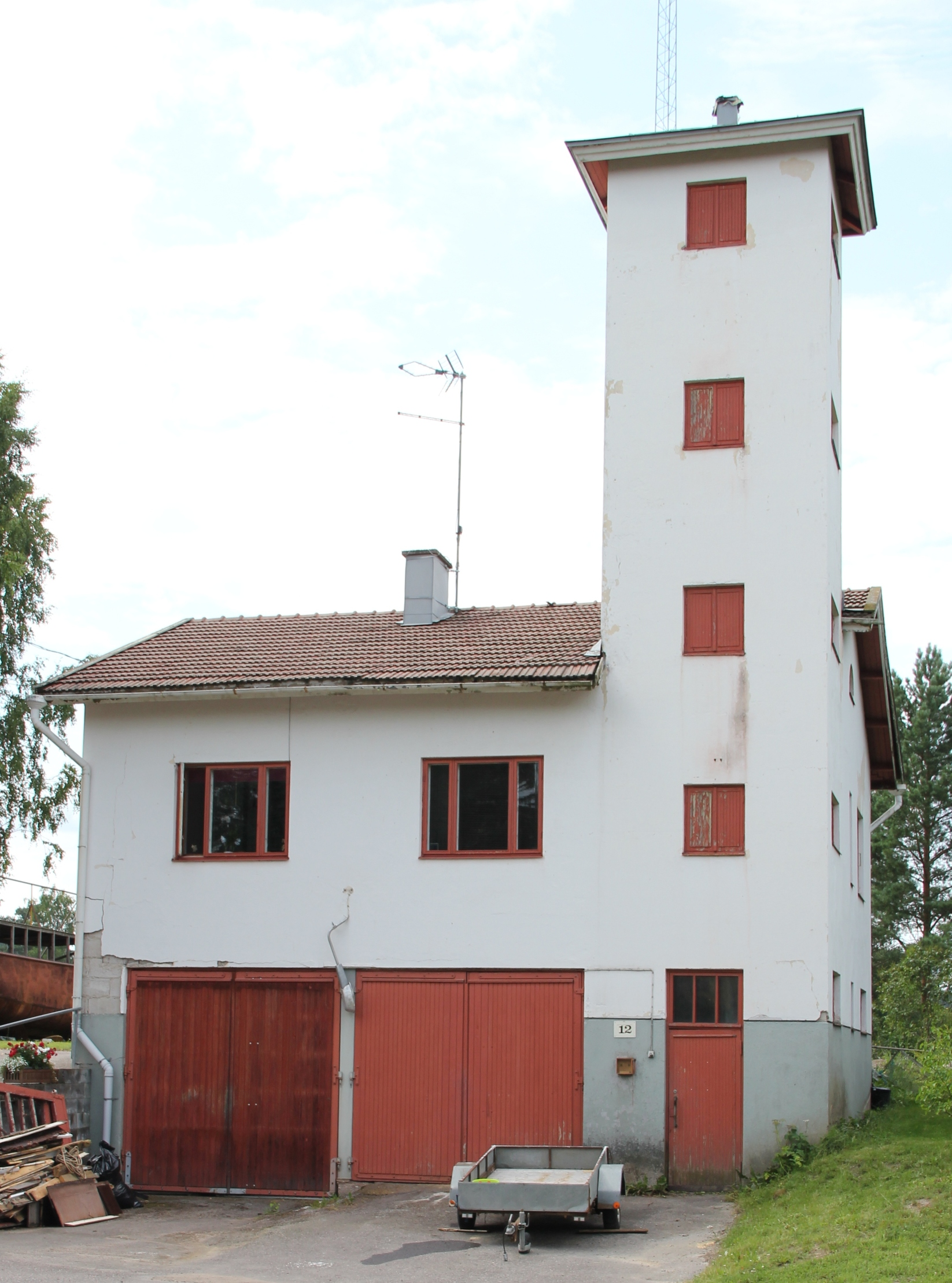
Nummis gamla brandstation.
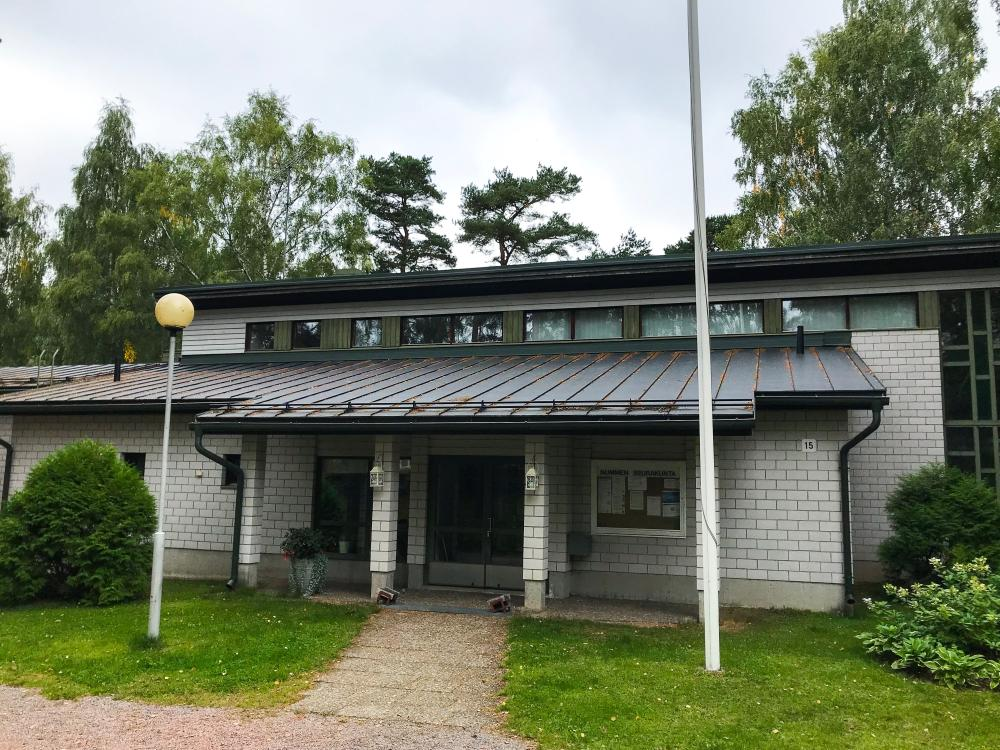
Nummi församlingshus.
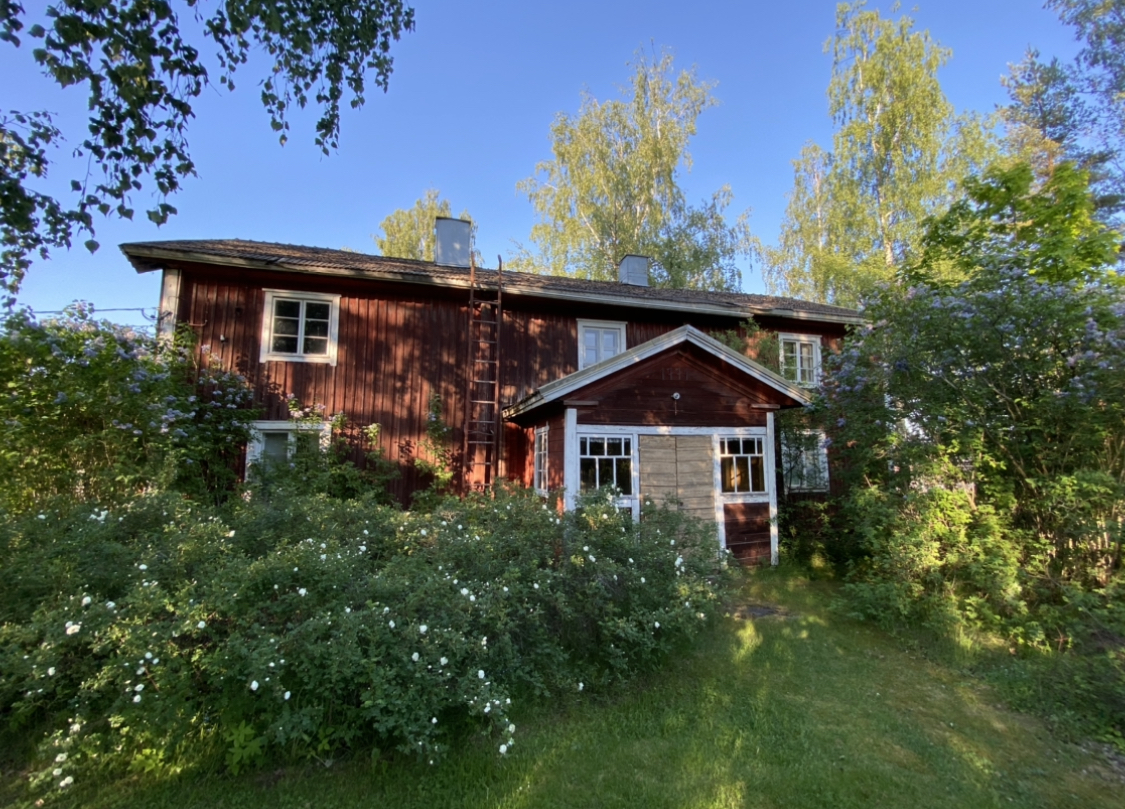
Nummi hembygdsmuseum.
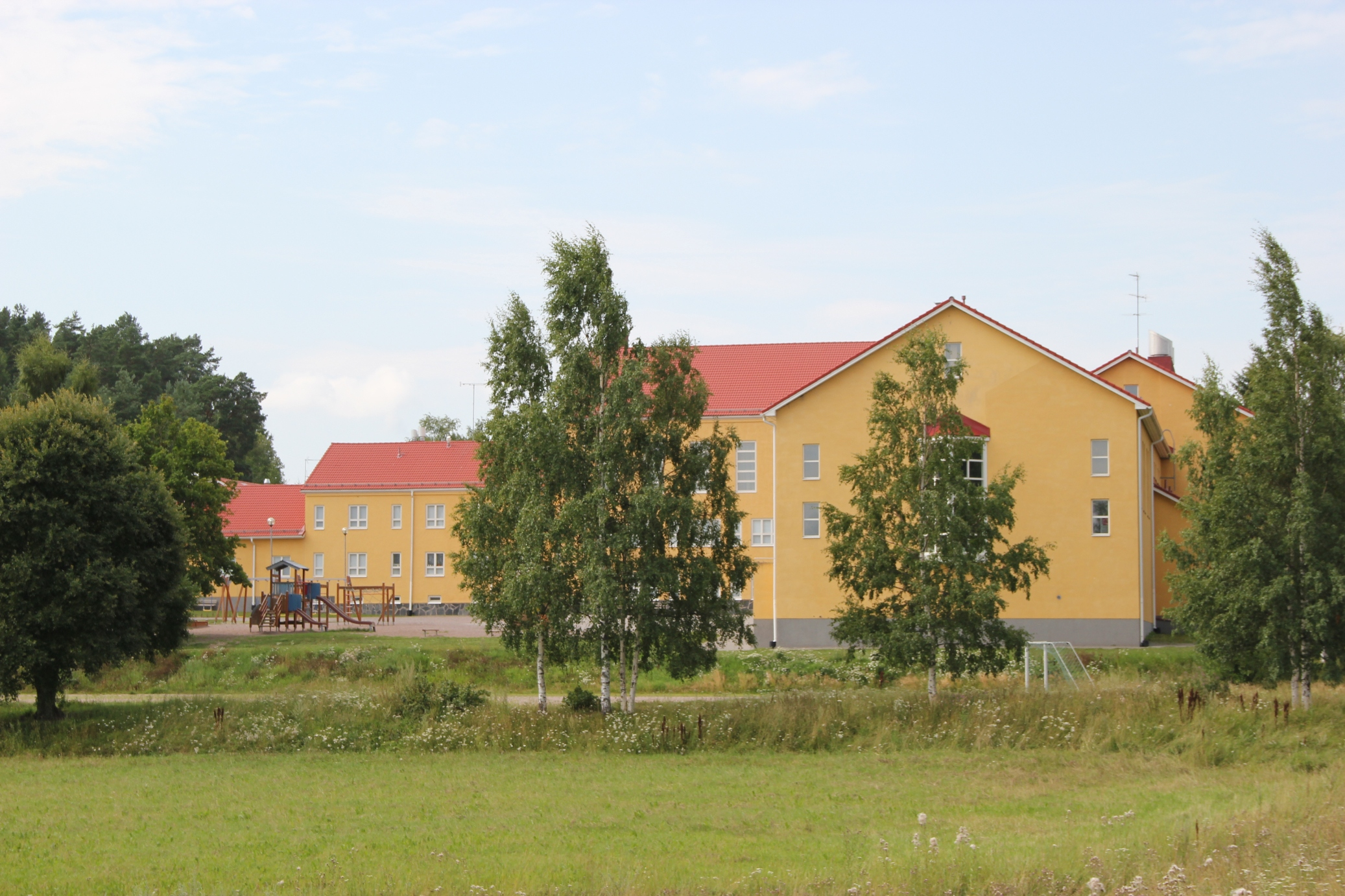
Skolcentret i Oinola.